# Болу-де-мел
Болу-де-мел (порт. Bolo de mel) — традиционная сладкая выпечка с португальского острова Мадейра, отдалённый аналог российской медовой коврижки.
Вместо мёда на Мадейре используют так называемый «тростниковый мёд» — очень густой и тёмный сироп из сахарного тростника, похожий на мелассу. Помимо теста и «тростникового мёда», болу-де-мел включает в себя большое количество специй и орехов:  корицу, гвоздику, фенхель, грецкие орехи, миндаль, знаменитое местное вино — мадеру и цукаты. Считается, что прообраз нынешнего пирога возник на Мадейре не позднее XV века, а позднее усложнялся и усовершенствовался, вбирая в себя новые виды европейских и заморских специй.

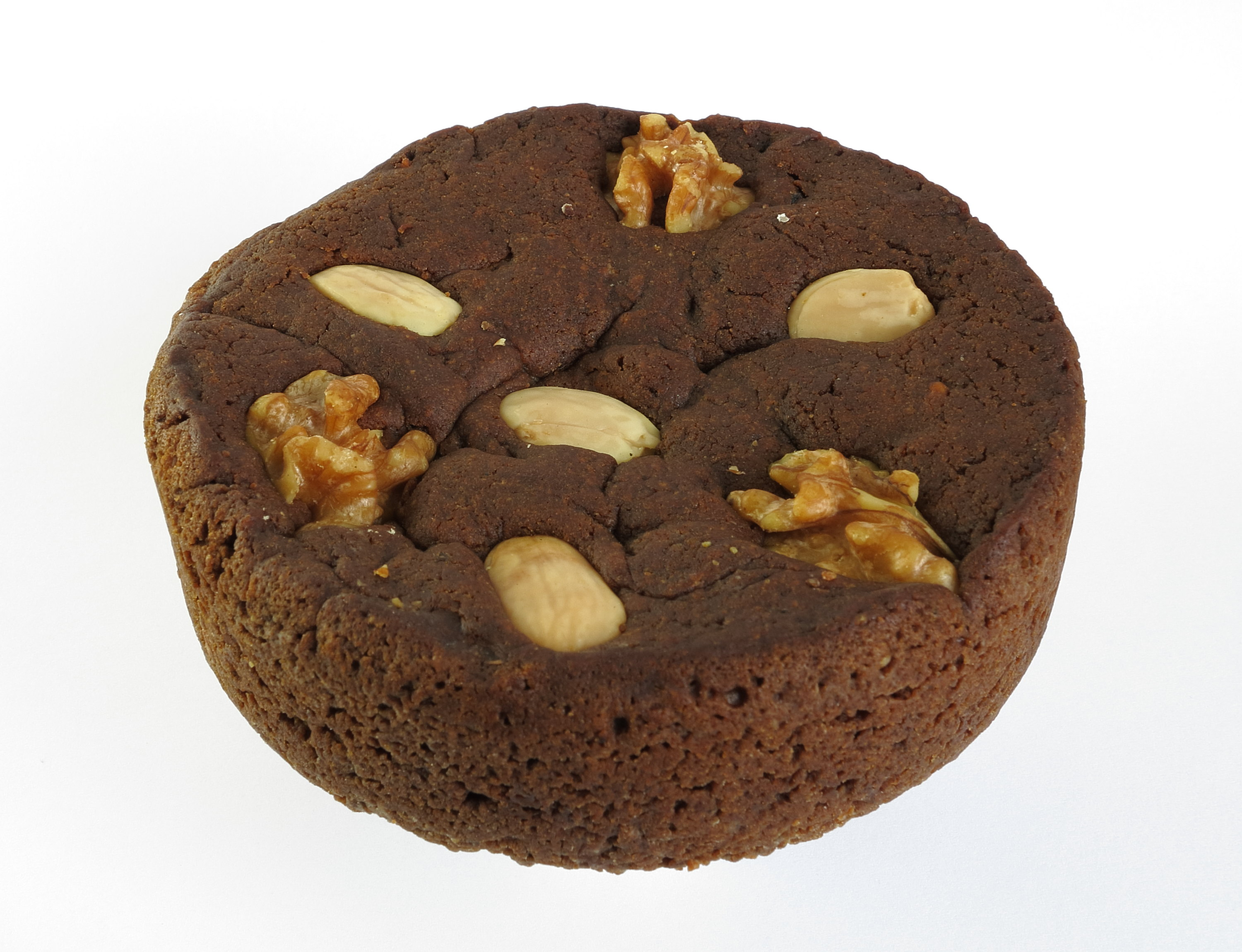
Болу-де-мел

По традиции, болу-де-мел готовили на Мадейре один раз в год — 8 декабря, к празднику Рождества Богородицы. Пирогов в этот день готовили очень много, так как из-за своей плотной текстуры они могли долго храниться. Приготовленные к празднику Рождества Богородицы болу-де-мел ели не только в этот день, но и на Рождество Христово, а затем — понемногу в течение всего года, разламывая его руками, как сухие лепёшки. Сегодня пирог рекомендуется хранить не более нескольких месяцев, однако исторически последний кусочек прошлогоднего болу-де-мел по традиции употребляли в пищу накануне 8 декабря следующего года. 
В связи с популярностью острова Мадейра среди туристов, болу-де-мел стали производиться для продажи круглый год, причём некоторые производители стали заменять качественные и дорогие ингредиенты, такие, как «тростниковый мёд», на более дешёвые. Также некоторые производители стали добавлять в пирог консерванты. Для борьбы с этими явлениями местное правительство создало сертификаты подлинности и маркировки «Mel de Cana da Madeira», «Bolo de Mel de Cana da Madeira» и «Broas de Mel de Cana da Madeira», защищающие оригинальный состав пирога.
В Великобритании уже несколько столетий популярен так называемый кекс «Мадейра», однако он не связан с болу-де-мел и не распространён на самой Мадейре. Название этого кекса связано с тем, что первоначально его подавали с вином мадерой, привезённой  с острова.